# Marat Abjanov
Marat Rašitovič Abjanov (in russo Марат Рашитович Абянов?; Mosca, 15 gennaio 1969) è un ex giocatore di calcio a 5 russo, campione europeo con la nazionale russa nel 1999.

## Carriera
A livello di club ha vissuto le stagioni migliori con la Dina Mosca, società con cui ha vinto tutto alla fine degli anni 1990. Pur trovando poco spazio nella nazionale russa, ha fatto parte della selezione che nel 1999 ha vinto il campionato europeo.

## Palmarès

### Club
- Campionato russo di calcio a 5: 8
Dina Mosca: 1994-95, 1995-96, 1996-97, 1997-98, 1998-99 1999-00
Dinamo Mosca: 2002-03, 2003-04
- Coppa di Russia di calcio a 5: 7
Dinamo Mosca: 1994-95, 1995-96, 1996-97, 1997-98, 1998-99
Dinamo Mosca: 2002-03, 2003-04

### Nazionale
- Campionato d'Europa: 1
Russia: 1999